# 島根県道・広島県道11号旭戸河内線
島根県道・広島県道11号旭戸河内線（しまねけんどう・ひろしまけんどう11ごう あさひとごうちせん）は、島根県浜田市から広島県山県郡安芸太田町を結ぶ県道（主要地方道）である。

## 概要

### 路線データ
- 起点：島根県浜田市旭町市木（島根県道・広島県道5号浜田八重可部線（島根県道50号田所国府線重複）交点）
- 終点：広島県山県郡安芸太田町松原・松原交差点（国道191号交点）
- 総延長：
- 実延長：28.067km（島根県区間：7.804km[1]、広島県区間：20.263 km[2]）
- 認定：1994年（平成6年）4月1日[2]
- 冬期閉鎖：島根県浜田市旭町来尾（きたお） - 広島県山県郡北広島町才乙（さよおと）（12月中旬から翌年3月中旬）延長：2.8Km（島根側　1.8Km　広島側　1.0Km）

## 歴史
- 1993年（平成5年）5月11日 - 建設省から、県道市木芸北線の一部・県道都川中野線の一部・県道今福戸河内線の一部が旭戸河内線として主要地方道に指定される[3]。
- 2008年（平成20年）6月1日 - 山県郡北広島町才乙・島根県境 - 山県郡北広島町奥中原・国道186号交点の区間における県道の管理権限が広島県から北広島町へ移譲される。

## 路線状況
- 浜田市旭町来尾（きたお）から島根・広島県境を挟んで北広島町才乙（さよおと）までの区間は未改良のため大型車通行不可

- 才乙から先の広島県側は片側1車線の改良された区間が続き、北広島町奥中原地内で国道186号と一度重複するも400ｍ先で再び単独区間に入り山県郡安芸太田町松原-松原交差点で国道191号と合流する。この区間は旧芸北町の中心部、もしくはスキー場などから国道191号への連絡道として、また中国自動車道戸河内インターチェンジを最短距離で結んでいる。

### 重複区間
- 島根県道・広島県道113号都川中野線（山県郡北広島町大利原 - 山県郡北広島町南門原）
- 国道186号（山県郡北広島町奥中原 地内）

## 地理

### 通過する自治体
- 島根県
  - 浜田市
- 広島県
  - 山県郡
    - 北広島町
    - 安芸太田町

### 交差する道路
| 交差する道路                                                    | 都道府県名 | 市町村名 | 市町村名   | 交差する場所           | 交差する場所      |
| --------------------------------------------------------------- | ---------- | -------- | ---------- | ---------------------- | ----------------- |
| 島根県道・広島県道5号浜田八重可部線 島根県道50号田所国府線 重複 | 島根県     | 浜田市   | 浜田市     | 旭町市木（いちぎ）     | 起点              |
| 島根県道・広島県道113号都川中野線 重複区間起点                  | 広島県     | 山県郡   | 北広島町   | 大利原（おおとしばら） |                   |
| 島根県道・広島県道113号都川中野線 重複区間終点                  | 広島県     | 山県郡   | 北広島町   | 南門原（なもんばら）   |                   |
| 国道186号 重複区間起点                                          | 広島県     | 山県郡   | 北広島町   | 奥中原（おくなかばら） |                   |
| 国道186号 重複区間終点                                          | 広島県     | 山県郡   | 北広島町   | 奥中原                 |                   |
| 国道191号                                                       | 広島県     | 山県郡   | 安芸太田町 | 松原                   | 松原交差点 / 終点 |